# MSL 금배지
MSL 금배지(MSL Gold Badge)는 대한민국의 스타크래프트의 양대리그 중 하나였던 MBC 게임의 MSL에서 3회 우승한 선수에게 수여하는 상품으로, MSL 로고 모양으로 만들어진 금 재질의 배지이다.
1회 우승자에게는 은 재질의 배지를 수여하였다.
ABC마트 MSL 2011에서 우승을 차지한 이영호가 MSL 통산 3회 우승으로 마지막으로 MSL 금배지를 받았으며, 이후 리그가 폐지되면서 더 이상의 수상자는 나오지 않게 되었다. 총 4명의 선수가 금뱃지를 받았다.

## 역대 수상자
- 이윤열
  - 2002년 리복배 KPGA 투어 2차리그 (vs 홍진호(Z) 3:2 승)
  - 2002년 펩시트위스트배 KPGA 투어 3차리그 (vs 박정석(P) 3:0 승)
  - 2002년 스타우트 & 배스킨라빈스배 KPGA 투어 4차리그 (vs 조용호(Z) 3:2 승)

- 최연성
  - 2004년 TG삼보 MSL 2003 (vs 홍진호(Z) 3:0 승)
  - 2005년 하나포스 센게임 MSL 2004 (vs 이윤열(T) 3:2 승)
  - 2005년 Spris MSL 2004 (vs 박용욱(P) 3:2 승)

- 마재윤[1]
  - 2005년 우주 MSL 2005 ( vs 박정석(P) - 3:1 (승)
  - 2006년 프링글스1차 MSL 2006 ( vs 강민(P) - 3:1 (승)
  - 2006년 프링글스2차 MSL 2006 ( vs 심소명(Z) - 3:1 (승)

- 김택용
  - 2007년 곰TV MSL Season 1 (vs 마재윤(Z) 3:0 승)
  - 2007년 곰TV MSL Season 2 (vs 송병구(P) 3:2 승)
  - 2009년 클럽데이 온라인 MSL 2008 (vs 허영무(P) 3:1 승)

- 이영호
  - 2010년 하나대투증권 MSL 2010 (vs 이제동(Z) 3:0 승)
  - 2010년 빅파일 MSL 2010 (vs 이제동(Z) 3:2 승)
  - 2011년 ABC마트 MSL 2011 (vs 김명운(Z) 3:0 승)

## 같이 보기
- 최연성
- 김택용
- 이윤열
- 이영호
- MSL
- 스타리그
- 골든 마우스
- 로열로더